# Storie del tempo e dello spazio
Storie del tempo e dello spazio (Far and Away) è un'antologia di undici racconti fantastici di Anthony Boucher del 1953.
Il libro è stato edito da Arnoldo Mondadori Editore nella Collezione Urania n°83 nel mese di dicembre 2009, ma la prima edizione italiana è della collana madre Urania nel febbraio 1991 (l'immagine di copertina è di Franco Brambilla; traduttori vari).

## Racconti
- L'anomalia dell'uomo vuoto (The Anomaly of the Empty Man, 1952)
- Il primo (The First, 1952)
- Balaam (Balaam, 1954?)
- Mordono (They Bite, 1943)
- Snulbug (Snulbug, 1941)
- Altroquando (Elsewhen, 1943)
- Il segreto della casa (Secret of the House, 1953)
- Sriberdegibit (Sriberdegibit, 1943)
- La sposa delle stelle (Star Bride, 1951)
- Copia per recensione (Review Copy, 1949)
- L'altro regime (The Other Inauguration, 1953)

Il libro è completato poi da una bibliografia a cura di Ernesto Vegetti per un totale di oltre 260 pagine.